# Маріано Оспіна Родрігес
Маріано Оспіна Родрігес (ісп. Mariano Ospina Rodríguez; 18 жовтня 1805 — 11 січня 1885) — колумбійський державний і політичний діяч, останній президент Республіки Нова Гранада, перший президент новоствореної Гранадської Конфедерації.

## Біографія
Народився 1805 року в Гуасці. Вивчав право у Коледжі святого Варфоломія в Боготе, 1828 року здобувши ступінь з юриспруденції. Невдовзі взяв участь у змові, спрямованій проти Сімона Болівара, який оголосив себе диктатором. Та змова провалилась, після чого Оспіна втік до Антіокії, де приєднався до армії повсталого проти Болівара генерала Кордови. Після загибелі останнього Оспіна переховувався до самої смерті Болівара 1830 року, а потім почав працювати в структурах штату Антіокія, що проголосив незалежність. 1835 року Оспіна Родрігес розпочав свої експерименти з вирощування кави.
Генерал Ерран, який 1841 року став президентом Нової Гранади, спочатку призначив Оспіну на посаду міністра внутрішніх справ, а потім — міністра зовнішніх відносин. В адміністрації Еррана Оспіна брав активну участь у розробці Конституції 1843 року та створенні системи просвіти в країні. Після завершення роботи в уряді Оспіна повернувся до Конгресу. 1848 року разом з Хосе Ейсебіо Каро заснував Консервативну партію.
1857 року Оспіна виграв президентські вибори, перемігши двох кандидатів від Ліберальної партії. Оскільки Конституція 1853 року дозволила створення всередині країни нових штатів, то внутрішньополітична картина сильно змінилась, і 1858 року було ухвалено нову Конституцію, що перетворила республіку на конфедерацію. На противагу центробіжним тенденціям консерватори 1859 року провели через Конгрес два закони: відповідно до одного з них президент отримав право усувати від посад губернаторів штатів і призначати їх за власним вибором, а відповідно до іншого — право створювати в штатах Адміністративні департаменти, що контролювали витрачання ресурсів штатів. Ліберали вважали такі закони антиконституційними, тому 1860 року почалась громадянська війна. За умов збройного протистояння було неможливо провести вибори, тому, коли 1861 року термін повноважень Оспіни було вичерпано, новим президентом країни, відповідно до Конституції 1858 року, став генеральний інспектор Бартоломе Кальво.
Невдовзі війська лібералів захопили столицю, після чого Оспіну було заарештовано. 1862 року він зумів утекти, після чого з родиною переїхав до Гватемали. Там він знову почав вирощувати каву, ставши піонером цієї справи в Центральній Америці. 1871 року він з родиною повернувся на батьківщину, і там зайнявшись вирощуванням кави. 1880 року видав книжку «Cultivo del Café: Nociones Elementales al alcance de todos los labradores», що узагальнила його досвід з вирощування кави в американських умовах.
Помер 1885 року в Калі.